# 布特拉大厦
2°55′34″N 101°41′35″E / 2.92611°N 101.69306°E

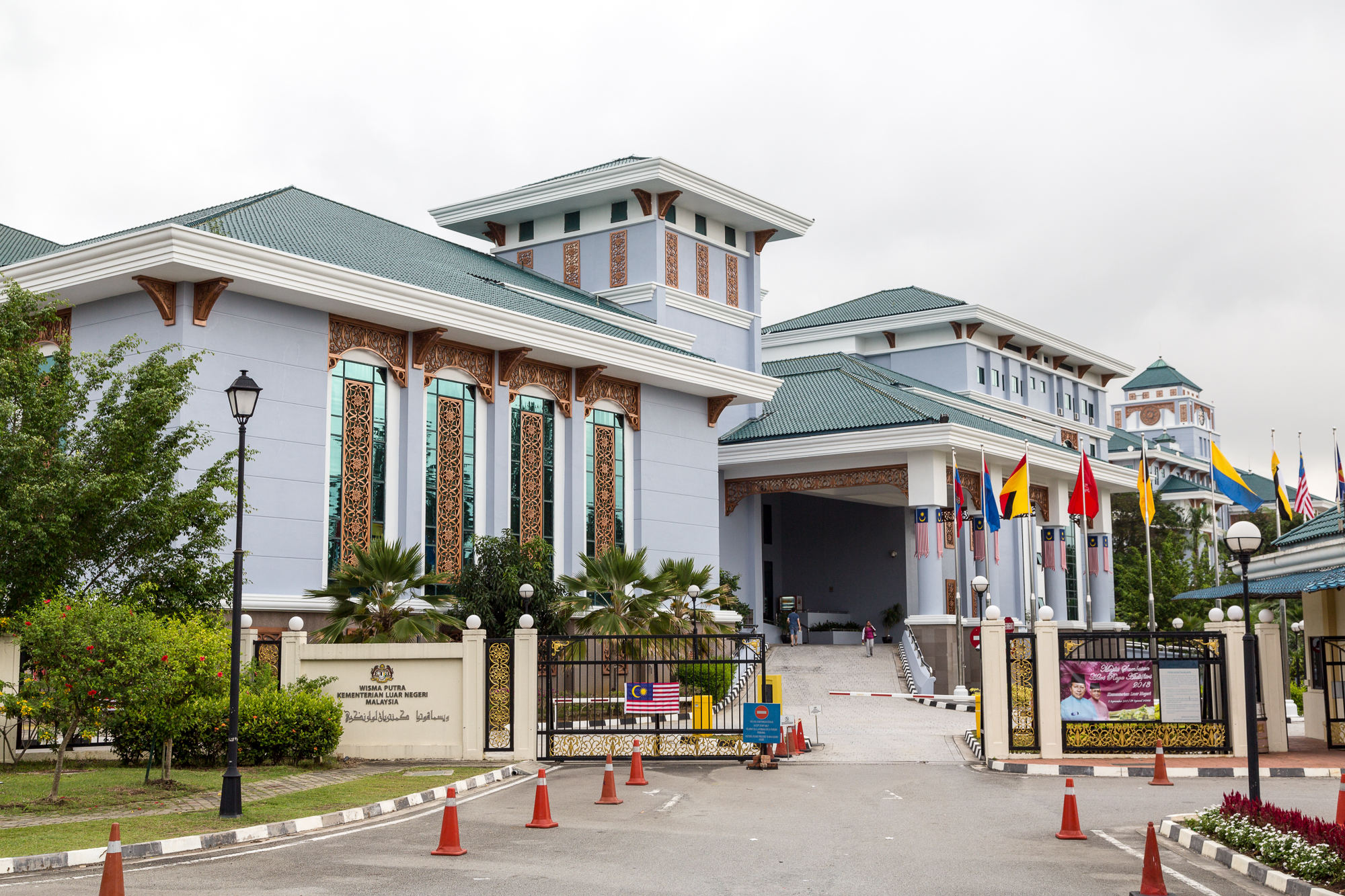
现今马来西亚外交部大厦

布特拉大廈，是马来西亚外交部的代名词。
马来西亚外交部成立的基础可以追溯到1956年，当时的外交部英文名称为Ministry of External Affairs。1956年至1966年间，外交部一直设在苏丹阿都沙末大厦内，该大厦曾经是英国殖民政府的办公楼。1966年后，外交部迁移至吉隆坡八打灵高原的一栋大楼，也从那时起，马来西亚外交部的总部被称为布特拉大廈（Wisma Putra Building）。
1980年代末期，时任马来西亚首相马哈迪·莫哈末提出建设新的中央政府行政中心，以取代吉隆坡成为行政首都的地位的愿景。而随着新行政首都的建设，许多政府行政部门于1999年开始从吉隆坡搬迁至布城。2001年2月1日，马哈迪正式宣布布城成为马来西亚第三个联邦直辖区后，外交部也于同年9月17日迁往布城。新的外交部大楼也继续沿用「布特拉」之称号（Wisma Putra Complex）。